# Anna Gehrts
Anna Gehrts (* 19. September 1855 in Düsseldorf als Anna Mathilde Karoline Maria Koettgen; † 8. Juni 1901 ebenda) war eine deutsche Landschaftsmalerin der Düsseldorfer Schule.

## Leben

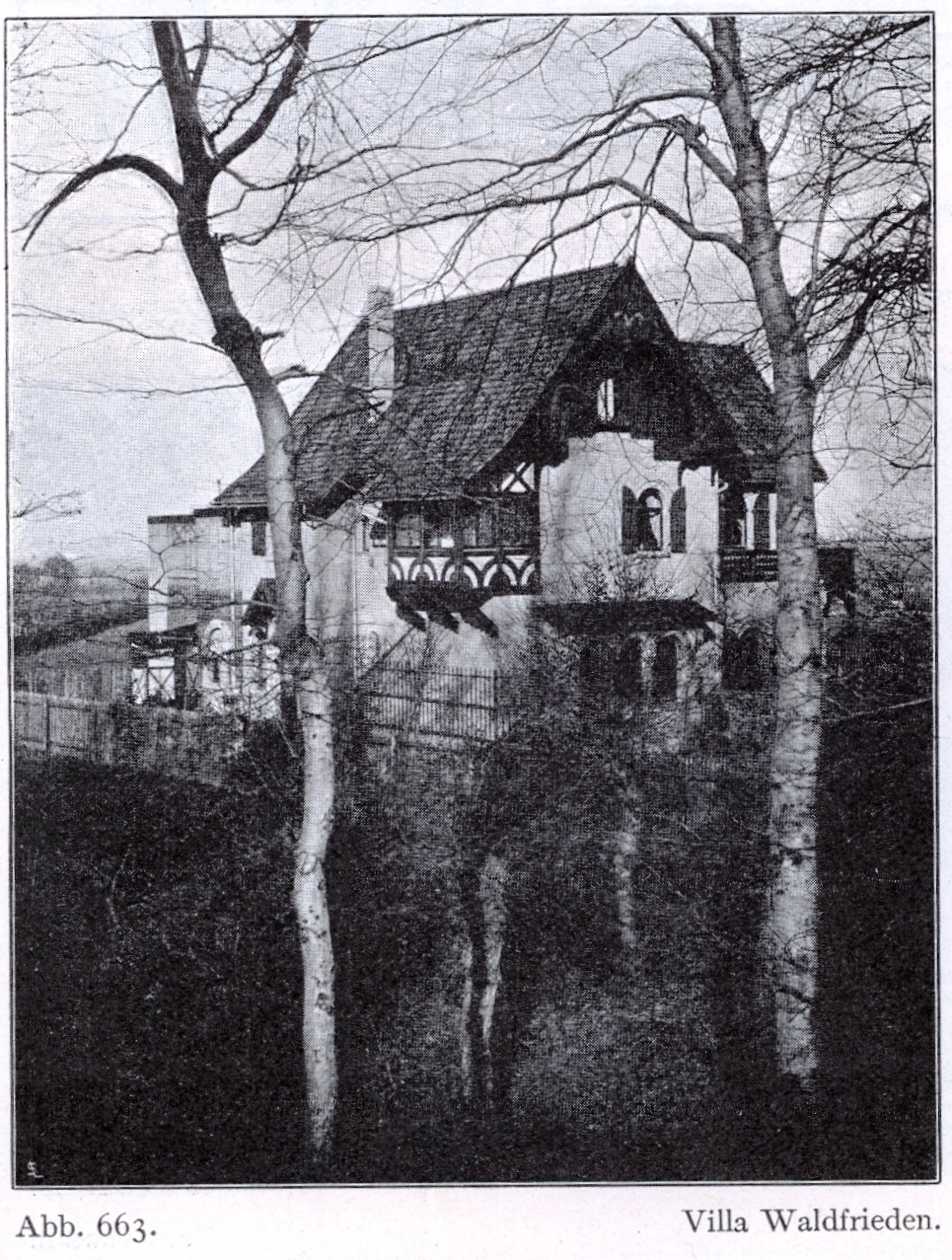
Villa Waldfrieden

Anna war das jüngste von fünf Kindern des Düsseldorfer Porträtmalers und Kommunisten Gustav Adolf Koettgen und dessen Ehefrau Marie Auguste Adelgunde, geborene Lyra (1823–1909). 1877 begann sie, bei dem Düsseldorfer Maler Carl Gehrts Privatunterricht zu nehmen. Sie wurden noch im selben Jahr ein Paar und heirateten 1879. Über ihre ältere Schwester Laura (1848–1924) wurde sie 1880 Schwägerin von Gehrts’ Bruder Johannes. In Düsseldorf verkehrten sie im Künstlerverein Malkasten und im Kreis von Sophie Hasenclever. Neben ihrer eigenen Malerei beteiligte sich Anna Gehrts durch Entwürfe und Studien an den Arbeiten ihres Mannes. 1894 bezogen sie die großbürgerliche Villa Waldfrieden am Aaper Wald in Düsseldorf-Rath. Ihre Tochter Erna (1881–1957) wurde Ehefrau des Industriellen Hans Erich Hoesch (1881–1920), nach dessen Tod in zweiter Ehe Gattin von Willy Hopp (1878–1957), Fabrikant und Aufsichtsratsvorsitzender der Hoesch AG.